# Arduino Mega2560
Arduino Mega2560 je v informatice název malého jednodeskového počítače založeného na mikrokontrolerech ATmega od firmy Atmel. Tato deska je zvětšením desky Arduina Uno, používá výkonnější čip, více pinů. Další rozšíření má ještě deska Arduino Mega ADK, které má USB navíc pro připojení zařízení s Ardroidem.

## Technické informace
| Mikroprocesor                    | ATmega2560               |
| Provozní napětí (logická úroveň) | 5V                       |
| Vstupní napětí (doporučeno)      | 7-12V                    |
| Počet digitálních I/O pinů       | 54 pinů, z toho 15 s PWM |
| Počet analogových vstupů         | 16 pinů                  |
| Proudové zatížení na 1 pin       | 20 mA                    |
| Flash paměť                      | 256 KB                   |
| SRAM                             | 8 KB                     |
| EEPROM                           | 4 KB                     |
| Rychlost hodin                   | 16 MHz                   |
| Zabudovaná Led                   | pin 13                   |
| Výška                            | 101.52 mm                |
| Šířka                            | 53.3 mm                  |
| Váha                             | 37 g                     |